# Nymyrtjärnen (Burträsks socken, Västerbotten, 716307-169446)
Nymyrtjärnen är en sjö i Skellefteå kommun i Västerbotten och ingår i Sävaråns huvudavrinningsområde.